# Моложавий Степан Степанович
Степан Степанович Моложавий (6 (18) жовтня 1879, Хомськ — 2 листопада 1937, Москва) — білоруський і радянський педагог і психолог, професор. Один із основоположників радянської педології.

## Біографія
Народився в 1879 році в місті Хомську Кобринського повіту Гродненської губернії (нині — Дрогичинський район Брестської області Білорусі).
У 1904 закінчив Варшавський університет.
Викладав в Академії комуністичного виховання імені М. К. Крупської та Другому Московському державному університеті. З 1928 до 1932 р. м. був членом редакційної колегії журналу «Педологія».
Постанова ЦК ВКП(б) «Про педологічні збочення в системі Наркомпросів», що вийшла в 1936 році, і подальша заборона педології як науки поклав кінець наукової діяльності С. С. Моложавого. Його наукові праці були вилучені з бібліотек, а його ім'я та ідеї забуті.
Помер 2 листопада 1937 року у Москві. Урна з прахом похована в колумбарії Новодівичого цвинтаря.

## Наукова діяльність
С. С. Моложавий був представником соціогенетичного напряму в педагогіці та педології.
Педагогічна концепція. С. Моложавого була заснована на визнанні вирішальної ролі навколишнього середовища у становленні особистості дитини. Вважав, що соціальний та психічний розвиток дитини відбувається в процесі адаптації до різноманітних умов середовища. Виходячи з цього, педагогічним завданням вважав організацію умов життя дитини таким чином, щоб вони надавали найбільш сприятливий та розвиваючий вплив. Принципу навчання, що виховує, С. С. Моложавий протиставляв ідею поведінки, що виховує. Підкреслював, що моральна дефективність є наслідком недоліків виховання, а не початковим пороком.
С. С. Моложавий вважав гру дітей лише орієнтовно пристосувальної діяльністю, тоді як працю він розглядав як життєво пристосувальну діяльність, тобто праця дозволяє дитині увійти безпосередньо в соціально-виробниче середовище. Між грою та працею дітей С. С. Моложавий проводив точну межу. «Не можна через гру виховати трудовий настрій і через працю виховати установку на гру» — писав він. Відмінності між грою та працею полягають у їхніх соціальних ролях. Значення гри визначається розвитком у ній таких якостей особистості, які будуть потрібні в подальшому суспільному житті та трудовій діяльності.
С. С. Моложавим була розроблена оригінальна методика обстеження дитини, яка, за допомогою обліку та фіксації умов життя та поведінки, дозволяла дати розгорнутий психолого-педагогічний діагноз та прогноз. Методика обстеження дитини з урахуванням деталей його соціального оточення стала цінним діагностичним інструментом і відіграла важливу роль у становленні вітчизняної психодіагностики.

## Основні праці

### Монографії
- Моложавый С. С. Программа изучения поведения ребёнка или детского коллектива. — М.: «Главсоцвос[ru]», 1924.
- Моложавый С. С., Шимкевич Е. Проблемы трудовой школы в марксистском освещении. — М.: «Работник просвещения», 1924.
- Моложавый С. С. Учёт среды и работы дет.учреждения. Программа изучения ребёнка и детского коллектива в её практическом применении. — М., 1925.
- Моложавый С. С., Моложавая Е. Б. План занятий кружков по изучению ребёнка и детского коллектива. — М.: «Транспечать», 1926.
- Моложавый С. С. Игра и труд в дошкольном возрасте. — М.—Л., 1929.
- Моложавый С. С., Моложавая Е. Б. Педологические пути дошкольного воспитания. — М.—Л.: «Учпедгиз», 1931.

### Статті
- Моложавый С. С. Религиозно–философские воззрения Сковороды // «Вера и разум[ru]». — 1901. — № 16. — с. 217—270.
- Моложавый С. С. К вопросу об изучении ребёнка // «Просвещение на транспорте». — 1924. — № 12. — с. 25–27.
- Моложавый С. С. К методам изучения ребёнка в дет.учреждениях // «На путях к новой школе». — 1924. — № 9. — с. 8–11.
- Моложавый С. С. Методы изучения ребёнка в связи с основными факторами его поведения // «Новые пути подготовки дошкольных работников». — 1924. — с. 88–103.
- Моложавый С. С. Методы изучения ребёнка // «Третий Всероссийский съезд по дошкольному воспитанию. 15 — 21 октября 1924 г.», 1925. — с. 279—298.
- Моложавый С. С. О программе изучения ребёнка // «Просвещение на транспорте». — 1925. — № 11. — с. 27–30.
- Моложавый С. С. Тестирование и педагогический процесс // «Просвещение на транспорте». — 1927. — № 2. — с. 22–25.
- Моложавый С. С. Педология в работе детского сада // «Дошкольное воспитание». — 1928. — № 1. — с. 34–43.
- Моложавый С. С. Принципы целостного изучения ребёнка // «Педология и воспитание. Сборник статей» (Под ред. Залкинда А. Б.[ru]). — М.: «Работник просвещения», 1928. — с. 120—139.
- Моложавый С. С. Наука о ребёнке в её принципах и методах // «Педология». — 1928. — № 1 (2). — с. 27–39.
- Моложавый С. С. Принципы воспитывающего поведения и построение педагогического процесса // «Вестник просвещения». — 1928. — № 9. — с. 94–107.
- Моложавый С. С. План исследовательской работы по педологии дошкольного возраста // «Педология». — 1929. — № 3 (5). — с. 315—321.
- Моложавый С. С. Биология и социология в их взаимоотношении в воспитательно–образовательном процессе // «Педагогическая энциклопедия» (Под ред. Калашникова А. Г.). — М.: «Работник просвещения», 1929, т. I.
- Моложавый С. С. Педология в борьбе за новую систему и за повышение качества дошкольного воспитания // «Дошкольное воспитание». — 1932. — № 12. — с. 24–31.